# Mur-Halle
Il Mur-Halle è un palazzetto dello sport della città di Thun in Svizzera. Ha una capienza di 800 posti. 